# Parapadna
Parapadna is een geslacht van vlinders van de familie spinneruilen (Erebidae), uit de onderfamilie Calpinae.

## Soorten
- P. placospila Turner, 1908
- P. plumbea Rothschild, 1916
- P. zonophora Turner, 1908